# Trui Jentink
Geertruida Christina (Trui) Stellingwerf-Jentink, ook bekend als Trui Stellingwerf-Jentink, (Nijland, 9 juli 1852 – Leeuwarden, 12 juli 1918) was een Nederlandse socialist, feminist en publicist. Ze was een van de eerste vrouwelijke propagandisten voor socialisme, geheelonthouding en vrouwenemancipatie in Friesland.

## Biografie
Jentink was dochter uit het tweede huwelijk van haar beide ouders Theodorus Jentink, Nederlands-hervormd predikant, en Geertruida Christina van Hengelaar (1812-1893). Ze had vijf halfbroers en -zussen met wie ze weinig contact had. Haar moeder voedde haar beschermend op en hoewel Jentink graag naar school had willen gaan, kreeg ze in plaats daarvan privéonderwijs.
In 1873 kwam ze na een optreden in contact met de Friese schrijver en voordrachtskunstenaar Waling Dijkstra. Hij was tevens redacteur van het Friesch Volksblad. Ze begonnen elkaar te schrijven en wisselden ideeën uit over hun modernere godsdienstige opvattingen. De briefwisseling is slechts gedeeltelijk bewaard gebleven. Intussen kreeg ze contact met de schrijver en journalist Oebele Stellingwerf (1847-1897). Hij was ook redacteur bij het Friesch Volksblad, vermoedelijk hoofdredacteur. Jentink werd verliefd en op 7 december 1882 trouwden Jentink en Stellingwerf in Wymbriseradeel (Friesland), tegen de zin van Jentinks ouders. Ze gingen in Leeuwarden wonen. Het huwelijk bleef kinderloos.
Trui Jentink overleed drie dagen na haar 66e verjaardag, na een ziekbed van zes weken. Na haar dood bleek dat ze een groot deel van haar archief had verbrand. Slechts enkele brieven die ze in de periode 1873-1882 van Waling Dijkstra had gekregen zijn bewaard gebleven.

## Socialist en feminist
Al jong verzette Jentink zich tegen de orthodoxe dorpssfeer waarin ze opgroeide. Vanaf 1890 uitte ze dit door te propaganderen voor socialisme, drankbestrijding en vrouwenbeweging. Ze sprak meestal Fries en trok veel aandacht met haar korte haar en korte rokken. Veel van haar opvattingen en ideeën met betrekking tot kerk, maatschappij, socialisme en geheelonthouding kwamen overeen met die van de Friesche Volkspartij. Ze had in het bijzonder aandacht voor vrouwenkwesties, de posities van dienstbodes en ze zette zich in voor het vrouwenkiesrecht. Samen met haar man heeft ze zich ook ingezet voor arme arbeidersgezinnen en weeskinderen in Leeuwarden. Naast het Friesche Volksblad schreef Jentink ook over haar opvattingen in Evolutie, De Groene Amsterdammer, de Leeuwarder Courant en De Vrouw (1888-1889).
In 1896 werd ze bestuurslid van de Nederlandse Vereniging tot Afschaffing van Alcoholhoudende Dranken (NV). Door de sociale en maatschappelijke problematiek met betrekking tot grootschalig drankgebruik onder voornamelijk arbeiders in Friesland (en de rest van Nederland) streed ze fel tegen drankmisbruik en prostitutie. Doordat de NV en de SDAP in haar ogen te veel gingen samenwerken, trad ze zich niet veel later terug uit de vereniging.
Na de dood van haar man in 1897 zette Jentink het werk als redacteur van het Friesch Volksblad nog een paar jaar zelfstandig voort. Per 1 januari 1900 werd zij vervolgens redacteur van het Friesch Weekblad, een weekblad vooral voor de landbouw. Ze hield regelmatig lezingen over pluimveeteelt.
Jentink droeg de bijnaam 'it krantewyfke' (het krantenvrouwtje), vermoedelijk omdat ze schreef voor het Friesch Volksblad. Later stond ze ook bekend als 'it hinnewyfke' (het kippevrouwtje), omdat ze voorlichtster was over pluimveeteelt en redacteur was van het Friesch Weekblad.